# Phorinia obscurata
Phorinia obscurata là một loài ruồi trong họ Tachinidae.